# Бжезінкі-Старі
Бжезінкі-Старі (пол. Brzezinki Stare) — село в Польщі, у гміні Тчув Зволенського повіту Мазовецького воєводства.
Населення — 495 осіб (2011).
У 1975-1998 роках село належало до Радомського воєводства.

## Демографія
Демографічна структура станом на 31 березня 2011 року:
|          | Загалом | Допрацездатний вік | Працездатний вік | Постпрацездатний вік |
| -------- | ------- | ------------------ | ---------------- | -------------------- |
| Чоловіки | 269     | 70                 | 177              | 22                   |
| Жінки    | 226     | 37                 | 139              | 50                   |
| Разом    | 495     | 107                | 316              | 72                   |